# 교향곡 33번 (모차르트)
교향곡 33번 B ♭ 장조 K. 319, 볼프강 아마데우스 모차르트가 작곡했으며 1779년 7월 9일에 작곡되었다.

## 구조
이 교향곡은 4개의 악장으로 구성되어 있으며 현악기 2개, 오보에 2개, 바순 2개, 호른 2개로 편성되어 있다.
1. 알레그로 아사이, 3
4, 소나타 형식. 이 악장의 전개 부분은 박람회에 나타나지 않는 주제를 기반으로 한다. : 교향곡 41번의 주요 주제가 될 4음 형상.
2. 안단테 모데라토 E ♭ 장조, 2
4, 변성 소나타 형식에서는 재현부에서 제1주제와 제2주제의 순서가 뒤바뀐다.
3. 미뉴에토, 3
4, 삼항 형식
4. 피날레: Allegro assai, 2
4, 소나타 형식